# Kreuzberg, Krka
Kreuzberg je naselje v Občini Krka v Okraju Šentvid ob Glini na Koroškem v Avstriji.